# Vize
Vize là một huyện thuộc tỉnh Kırklareli, Thổ Nhĩ Kỳ. Huyện có diện tích 1091 km² và dân số thời điểm năm 2007 là 30348 người, mật độ 28 người/km².